# John Hills
John Waller Hills (1867 - 24 décembre 1938) est un unioniste libéral britannique et un homme politique conservateur.

## Biographie
Il est le deuxième fils de Herbert Augustus et Anna Hills de High Head Castle, Cumberland, Hills fait ses études au Collège d'Eton et au Balliol College, Oxford. En 1897, il épouse Stella Duckworth, belle-fille de Leslie Stephen. Trois mois après le mariage, Stella tombe malade d'une péritonite et meurt. Néanmoins, Hills conserve un lien étroit avec la famille de sa femme après sa mort, y compris ses demi-sœurs Virginia Woolf et Vanessa Bell .
Pendant la Première Guerre mondiale, il sert comme capitaine dans le 4e bataillon du Durham Light Infantry. Il est promu au grade de major en octobre 1915 et lieutenant-colonel par intérim du 20e bataillon en juillet 1916. Il est blessé en septembre 1916 et mentionné dans des dépêches.
Il est député libéral unioniste de la ville de Durham de 1906 à 1918 et de Durham City de 1918 à 1922, puis député conservateur de Ripon de décembre 1925, après sa victoire à l'élection partielle. Il occupe un poste de ministre en tant que secrétaire financier du Trésor de 1922 à 1923.
En 1923, il est nommé par le gouvernement au conseil d'administration de ce qui deviendra Imperial Airways .
Il est nommé conseiller privé en 1929. Il reçoit le titre de baronnet dans les honneurs du Nouvel An de 1939, mais il meurt avant d'être investi. Son fils de cinq ans Andrew Ashton Waller Hills est créé baronnet, de Hills Court dans le comté de Kent, à sa place, tandis que sa femme obtient le rang d'une veuve d'un baronnet . Elle est également active en politique, mais pour le parti libéral, se présentant au parlement à Hendon Nord en 1959. Le fils de Hills, Sir Andrew Hills, 1er baronnet, est décédé en février 1955, à l'âge de 21 ans, et le titre disparait.